# Vtoraia Kàmenka
Vtoraia Kàmenka (en rus: Вторая Каменка) és un poble del krai de l'Altai, a Rússia, que el 2013 tenia 707 habitants. Pertany al districte de Lóktevski.